# Portugiesische Beachhandball-Nationalmannschaft der Männer
Die portugiesische Beachhandball-Nationalmannschaft der Männer repräsentiert den portugiesischen Handball-Verband als Auswahlmannschaft auf internationaler Ebene bei Länderspielen im Beachhandball gegen Mannschaften anderer nationaler Verbände. Den Kader nominiert der Nationaltrainer.
Das weibliche Pendant ist die Portugiesische Beachhandball-Nationalmannschaft der Frauen.

## Geschichte
Anders als die weibliche Beachhandball-Nationalmannschaft, wurde die der Männer schon zu Beginn der 2000er Jahre erstmals begründet, um an den Europameisterschaften 2002 in Cádiz im benachbarten Spanien teilzunehmen. Nach einem mittelmäßigen Ergebnis wurde die Nationalmannschaft bis 2019 nicht mehr reaktiviert. Das ist insbesondere deshalb verwunderlich, da sich in Portugal schon schnell eine Beachhandball-Tradition auf Vereinsebene entwickelt hatte und portugiesische Vereine zu den Spitzenteams auf europäischer Ebene gehören. Gegen Ende der 2010er Jahre begann Portugal wieder U-Mannschaften zu Turnieren zu entsenden, was im Gewinn der Silbermedaille bei den Olympischen Jugend-Sommerspielen 2018 in Buenos Aires mündete.

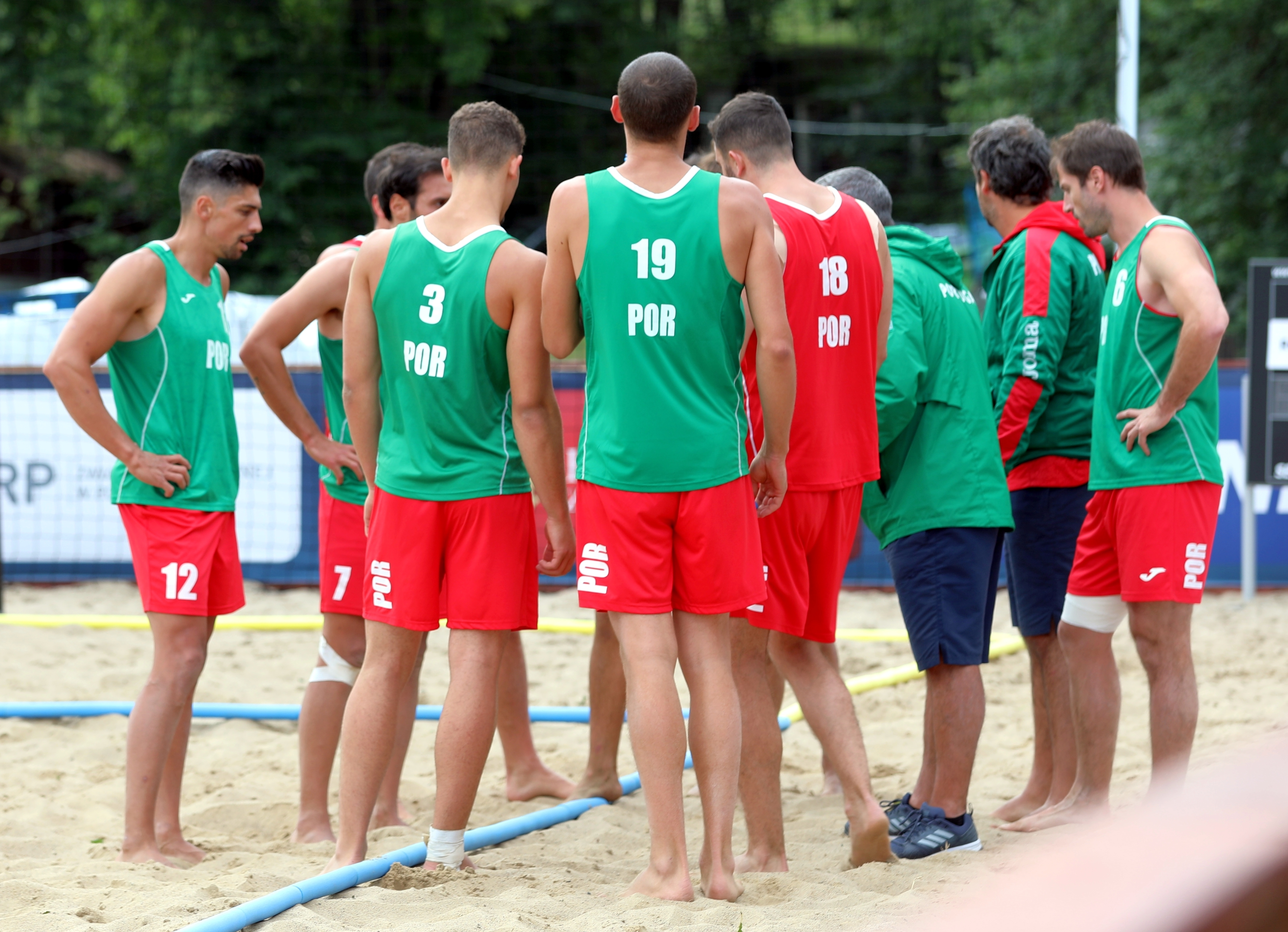
Die portugiesische Mannschaft in einer Auszeit beim Trostrundenspiel der EM 2019 gegen Rumänien

2019 kehrte die portugiesische Nationalmannschaft wieder auf die europäische Bühne zurück. Nachdem beim Canaren-Cup das Finale erreicht wurde, man Spanien unterlag. Es folgte die Teilnahme an der Europameisterschaft in Stare Jabłonki, wo Portugal sich als 15. im hinteren Feld platzierte. Besser verliefen die Mittelmeer-Beachgames 2019 in Patras. In Griechenland erreichten die Portugiesen erneut das Finale eines Turniers und unterlagen im Finale der Mannschaft Griechenlands. Nach der erzwungenen Corona-Pause folgte nach einem erneuten zweiten Rang beim Caren-Cup 2021 in Warna die erneute Teilnahme an einer EM. Dieses Mal konnte die Mannschaft als Fünfte einen deutlichen Leistungssprung verzeichnen.

## Trainer
| Cheftrainer - seit 2019: Paulo Félix | Co-Trainer/in - 2019: Paulo Coelho - 2021: Nuno Silva |

## Teilnahmen
| World Games - 2001: nicht eingeladen - 2005: nicht eingeladen - 2009: nicht qualifiziert - 2013: nicht qualifiziert - 2017: nicht qualifiziert - 2022: nicht qualifiziert World Beach Games - 2019: nicht qualifiziert - 2023: | Weltmeisterschaften - 2004: nicht qualifiziert - 2006: nicht qualifiziert - 2008: nicht qualifiziert - 2010: nicht qualifiziert - 2012: nicht qualifiziert - 2014: nicht qualifiziert - 2016: nicht qualifiziert - 2018: nicht qualifiziert - 2020: ausgefallen - 2022: 10. | Europameisterschaften - 2000: keine Teilnahme - 2002: 7. - 2004: keine Teilnahme - 2006: keine Teilnahme - 2007: keine Teilnahme - 2009: keine Teilnahme - 2011: keine Teilnahme - 2013: keine Teilnahme - 2015: keine Teilnahme - 2017: keine Teilnahme - 2019: 17. - 2021: 5. - 2023: | EHF Championship - 2022: keine Teilnahme Europaspiele - 2023: Mediterranean Beach Games - 2015: keine Teilnahme - 2019: 2. - 2023: Global Tour - 2022: keine Teilnahme | Canaren-Cup - 2019: 2. - 2021: 2. |

- EM 2002: Kader derzeit unbekannt

- CC 2019: Ricardo Castro (TW) • André Gomes • Hugo Melo • João Pinhal • João Pinho (TW) • Pedro Ribeiro • Rui Rodrigues • André Silva • José Silva • Tomás Van Zeller[10]

- EM 2019: Ricardo Castro (TW) • Diogo Ferreira • André Gomes • Hugo Melo • João Pinhal • João Pinho (TW) • Pedro Ribeiro • Rui Rodrigues • José Silva • Tomás Van Zeller[11]

- MBG 2019: Nuno Almeida • Nuno Brito (TW) • Daniel Costa • Pedro Garcia • Goncalo Jesus • Vítor Pinhal • João Pinho (TW) • Rui Rodrigues • Rúben Serrano • Vasco Silva

- Nazaré/CC 2021: Nuno Almeida • Ricardo Castro (TW) • Adriano Cordeiro (TW) • Tiago Costa • Diogo Ferreira • João Furtado • João Pinhal • João Pinho (TW) • João Pinto • Diogo Ribeiro (TW) • Rúben Ribeiro • Rui Rodrigues • Francisco Santos • Rúben Serrano • André Silva • José Silva • Vasco Silva • Tomás Van Zeller[12]

- EM 2021: Tiago Costa • Diogo Ferreira • João Furtado • João Pinho (TW) • João Pinto • Diogo Ribeiro (TW) • Rúben Ribeiro • Rui Rodrigues • Rúben Serrano • José Silva • Vasco Silva • Tomás Van Zeller[13]

## Aktueller Kader
Der aktuelle Kader setzt sich aus den Spielern aus dem erweiterten Vorbereitungskader zur EM 2021, des Vorbereitungsturniers in Nazaré, auf den Kanaren sowie des EM-Kaders in Bulgarien zusammen:
- 01 Adriano Cordeiro (Tor; FAP)
- 02 Diogo Ribeiro (Tor; Ada Maia / Ismai)
- 03 João Pinho (Tor; FAP)
- 04 Ricardo Castro (Tor; FAP)
- 05 Diogo Ferreira (Außen; FC Gaia)
- 06 José Silva (Außen; Juventude Lis)
- 07 Rúben Ribeiro (Außen; Balonmano Cangas)
- 08 Rúben Serrano (Außen; Juventude Lis)
- 09 Rui Rodrigues (Außen; FC Gaia)
- 10 André Silva (Defensive; AA São Mamede)
- 11 Nuno Almeida (Defensive; FAP)
- 12 Francisco Santos (Defensive/Pivot; Juventude Lis)
- 13 João Furtado (Defensive/Pivot; Ada Maia / Ismai)
- 14 Vasco Silva (Pivot; AD Modicus Sandim)
- 15 João Pinhal (Specialist; SC Espinho)
- 16 João Pinto (Specialist; CB Huesca)
- 17 Tiago Costa (Allrounder; FC Gaia)